# Турубара Владислав Олексійович
Владислав Олексійович Турубара (рос. Владислав Алексеевич Турубара; 19 січня 1998, Михайлівка — 29 серпня 2022, Андріївка) — російський офіцер, старший лейтенант ЗС РФ. Герой Російської Федерації.

## Біографія
В 2015 році закінчив Михайлівську середню школу, в 2020 році — Тюменське вище військово-інженерне командне училище, після чого був призначений командиром інженерно-саперного взводу 10-ї окремої бригади спеціального призначення. З 24 лютого 2022 року брав участь у вторгненні в Україну, командир розвідувальної групи своєї бригади, яка діяла в Херсонській області. Загинув у бою. 3 вересня 2022 року був похований в рідному селі.

## Нагороди
- Звання «Герой Російської Федерації» (20 лютого 2023, посмертно) — «за мужність і героїзм, проявлені під час виконання військового обов'язку.» 23 березня медаль «Золота зірка» була вручен рідним Турубари віце-губернатором Краснодарського краю.

## Вшанування пам'яті
В лютому 2023 року на будівлі Михайлівської середньої школи, в якій навчався Турубара, була встановлена меморіальна дошка.